# Jo de Haan
Pour les articles homonymes, voir de Haan.
Johannes de Haan dit Jo de Haan (né le 25 décembre 1936 à Klaaswaal et mort le 19 avril 2006 à Huijbergen) est un coureur cycliste néerlandais.

## Biographie
Professionnel de 1958 à 1966, il a notamment remporté Paris-Tours en 1960.

## Palmarès

### Palmarès amateur
- 1956
  - 2e étape du Tour du Brabant-Septentrional
  - 2e du Tour du Brabant-Septentrional

- 1957
  - 3e du Ronde van Zuid-Holland

- 1958
  -  Champion des Pays-Bas sur route amateurs
  - 3eb étape de l'Olympia's Tour (contre-la-montre par équipes)
  - 3e et 5e étapes du Tour de Namur
  - À travers Gendringen

### Palmarès professionnel
- 1959
  - 2e et 3e étapes du Tour de Champagne
  - 7e étape du Tour de l'Ouest
  - Circuit du Cher
  - Grand Prix Flandria
  - 2e du Tour de Champagne
  - 2e du Manx Trophy
  - 2e du Circuit de la Vienne
  - 3e de la Vlaamse Pijl Kalken
  - 3e du Grand Prix de clôture

- 1960
  - Paris-Valenciennes
  - Tour de l'Oise :
    - Classement général
    - 1re étape

  - Paris-Tours
  - 6e du Tour d'Allemagne

- 1961
  - 3e étape de Paris-Nice (contre-la-montre par équipes)
  - 2eb étape de Rome-Naples-Rome
  - 1reb étape des Quatre Jours de Dunkerque (contre-la-montre par équipes)
  - 5eb étape du Tour des Pays-Bas
  - Circuit de la Vienne
  - Trois villes sœurs
  - 4e étape du Tour du Nord
  - Grand Prix d'Isbergues
  - 3e du Tour des Flandres
  - 4e de Bordeaux-Paris

- 1962
  - 2e étape du Tour du Levant
  - 3ea étape de Paris-Nice (contre-la-montre par équipes)
  - 2e étape des Quatre Jours de Dunkerque
  - 3e étape du Grand Prix du Midi libre
  - 8e de la Flèche wallonne
  - 9e de Bordeaux-Paris

- 1963
  - 2e du Tour du Limbourg
  - 2e du Circuit des régions fruitières
  -  Médaillé de bronze du championnat du monde sur route
  - 2e du Tour d'Hesbaye
  - 7e de Liège-Bastogne-Liège

- 1964
  - 2e étape des Quatre Jours de Dunkerque
  - Critérium d'Ede
  - 6e du championnat du monde sur route

- 1965
  - 3eb étape de Paris-Nice (contre-la-montre par équipes)
  - 2eb étape du Tour de Belgique (contre-la-montre par équipes)
  - 3e du Circuit du Pays de Waes
  - 3e du Circuit des régions fruitières

## Résultats sur les grands tours

### Tour de France
3 participations
- 1961 : abandon (9e étape)
- 1964 : 60e
- 1965 : 77e